# یورگن موزر
یورگن موزر (آلمانی: Jürgen Moser؛ ۴ ژوئیهٔ ۱۹۲۸ – ۱۷ دسامبر ۱۹۹۹) دانشمند در زمینه آنالیز ریاضی اهل آلمان بود.
او همچنین برنده جوایزی همچون جایزه ولف شده است.